# La Justice du monde
Pour plus de détails, voir Fiche technique et Distribution.
La Justice du monde (The Exiles) est un film américain réalisé par Edmund Mortimer, sorti en 1923.

## Fiche technique
- Titre : La Justice du monde
- Titre original : The Exiles
- Réalisation : Edmund Mortimer
- Scénario : Richard Harding Davis et John Russell
- Pays d'origine : États-Unis
- Format : Noir et blanc - 1,33:1 - Film muet
- Genre : aventure
- Durée : 50 minutes
- Date de sortie : 1923

## Distribution
- John Gilbert : Henry Holcombe
- Betty Bouton : Alice Carroll
- John Webb Dillion : Wilhelm von Linke
- Margaret Fielding : Rose Ainsmith
- Fred Warren : Dr Randolph